# Piasecki HRP Rescuer
O Piasecki HRP Rescuer (apelido Harp) foi um helicóptero estadunidense com rotores em tandem, designado para busca e salvamento e também para transporte. Foi desenvolvido por Frank Piasecki e construído pela Piasecki Helicopter Corporation e após os testes com o protótipo designado PV-3 ele foi adotado como HRP-1 Rescuer pela Marinha dos Estados Unidos, Corpo de Fuzileiros Navais dos Estados Unidos e pela Guarda Costeira dos Estados Unidos. Uma variante melhorada designada PV-17 foi produzida como HRP-2. Como um dos primeiros helicópteros de transporte no serviço militar, o HRP-1 era capaz de transportar dois tripulantes e de 8-10 passageiros ou ainda cerca de 907 kg (2 000 lb) de carga.